# Ghiacciaio Mitev
Il ghiacciaio Mitev è un ghiacciaio lungo 2,9 km e largo 2,5, situato sull'isola Brabant, una delle isole dell'arcipelago Palmer, al largo della costa nord-occidentale della Terra di Graham, in Antartide. In particolare, il ghiacciaio, sito a est del ghiacciaio Laennec e a nord del ghiacciaio Svetovrachene, fluisce verso nord-est a partire dal versante orientale delle cime Avroleva,  fino a entrare nella baia di Hill, poco a ovest di punta Petroff.

## Storia
Il ghiacciaio Mitev è stato così battezzato dalla Commissione bulgara per i toponimi antartici in onore di Ivan Mitev, il pediatra e cardiologo bulgaro famoso  per aver scoperto sesto tono cardiaco, noto appunto come "tono di Mitev".